# حركة اليسار الاجتماعي الأردني
حركة اليسار الاجتماعي الأردني تنظيم سياسي أردني يعمل في الأردن لمواجهة السياسات الليبرالية الجديدة، وهي من الحركات اليسارية المناهضة للعولمة الرأسمالية. تأسست عام 2007 على يد العديد من النشاطين اليساريين الأردنيين ممن خرجوا من الحزب الشيوعي الأردني لأسباب مختلفة. الأمين العام لحركة اليسار الاجتماعي الأردني هو الدكتور محمد الكفاوين. منذ تأسست الحركة لم تقم بترخيص نشاطها السياسي احتجاجاً على قانون الأحزاب باعتباره رجعيا ًومقيداً للحريات الأساسية للمواطنين في حقهم بتأسيس الأحزاب والجمعيات.

## الأفكار والمبادئ
الحركة في طور تكوين برنامج سياسي ونظام داخلي حيث أنها حركة مفتوحة للجميع من مختلف التيارات والأفكار السياسية. وتهدف الحركة إلى إعادة توزيع الثروة في البلاد، في إطار نظام ضرائبي يستثني الفئات الشعبية والوسطى، ويفرض ضريبة دخل تصاعدية على الفئات المثرية، وإعادة إنشاء وزارتي التموين والإسكان، وتوفير الدعم الجدي للسلع والخدمات الأساسية، ووقف خصخصة التعليم وتأمين التعليم الجيد المجاني لكل المستحقين، كذلك وقف خصخصة القطاع الصحي، وإعادة هيكلة وتطوير وتعزيز الخدمات الصحية العامة، ودعم القطاعات العمالية والريفية والطلابية والمهنية في تحركاتها الاحتجاجية دفاعا عن مصالحها المشروعة.

## الأصل السياسي للحركة وبعض نشاطاتها

طُرحت فكرة اليسار الاجتماعي في المكتب السياسي للحزب الشيوعي الأردني من أفكار الراحل عوني فاخر، ثم تبلورت الفكرة على يد العديد من الأعضاء السابقين للحزب الشيوعي الأردني.
وقد أسست الحركة من قبل ما كان يُعرف بالجمعية الأردنية لمناهضة العولمة الرأسمالية التي تحولت فيما بعد إلى المنتدى الاجتماعي الأردني
شاركت الحركة منذ تاسيسها في العديد من الحراكات الاجتماعية والسياسية منها:
الدعوة لمقاطعة مهرجان الأردن إثر وجود شبهة تطبيع مع الإسرائيليين،

## الأمانة العامة

محمد الكفاوين الأمين العام الحالي لحركة اليسار

الأمين العام الحالي لحركة اليسار الاجتماعي الأردني هو الدكتور محمد الكفاوين الذي أصبح أمينا عاماً خلفا للدكتور خالد الكلالدة.